# Ce cochon de Morin (film 1932)
Ce cochon de Morin è un film del 1932 diretto da Georges Lacombe; prende spunto dal racconto Quel porco di Morin di Guy de Maupassant che già nel 1924 era stato adattato per lo schermo da un altro Ce cochon de Morin diretto da Viktor Turžanskij.

## Produzione
Il film fu prodotto dalla Compagnie Universelle Cinématographique (CUC).

## Distribuzione
Il film , che fu distribuito dalla Compagnie Universelle Cinématographique (CUC) e dalla Pathé Consortium Cinéma, venne presentato in prima a Parigi il 30 dicembre 1932. In Spagna, ribattezzato Ese sinvergüenza de Morin, uscì a Madrid il 18 settembre 1933.